# Grand Prix Formule 1 van Spanje 1992
De Grand Prix Formule 1 van Spanje 1992 werd gehouden op 3 mei 1992 op het Circuit de Catalunya.

## Uitslag
| Positie | Nummer | Rijder               | Team                | Ronden | Tijd/Opgave | Startplaats | Punten |
| ------- | ------ | -------------------- | ------------------- | ------ | ----------- | ----------- | ------ |
| 1       | 5      | Nigel Mansell        | Williams-Renault    | 65     | 1:56:10.674 | 1           | 10     |
| 2       | 19     | Michael Schumacher   | Benetton-Ford       | 65     | + 23.914    | 2           | 6      |
| 3       | 27     | Jean Alesi           | Ferrari             | 65     | + 26.462    | 8           | 4      |
| 4       | 2      | Gerhard Berger       | McLaren-Honda       | 65     | + 1:20.647  | 7           | 3      |
| 5       | 9      | Michele Alboreto     | Arrows-Mugen-Honda  | 64     | + 1 Ronde   | 16          | 2      |
| 6       | 22     | Pierluigi Martini    | Dallara-Ferrari     | 63     | + 2 Rondes  | 13          | 1      |
| 7       | 10     | Aguri Suzuki         | Arrows-Mugen-Honda  | 63     | + 2 Rondes  | 19          |        |
| 8       | 16     | Karl Wendlinger      | March-Ilmor         | 63     | + 2 Rondes  | 9           |        |
| 9       | 1      | Ayrton Senna         | McLaren-Honda       | 62     | Spin        | 3           |        |
| 10      | 28     | Ivan Capelli         | Ferrari             | 62     | Spin        | 5           |        |
| 11      | 23     | Christian Fittipaldi | Minardi-Lamborghini | 61     | + 4 Rondes  | 22          |        |
| 12      | 17     | Paul Belmondo        | March-Ilmor         | 61     | + 4 Rondes  | 23          |        |
| NF      | 21     | Jyrki Järvilehto     | Dallara-Ferrari     | 56     | Spin        | 12          |        |
| NF      | 15     | Gabriele Tarquini    | Fondmetal-Ford      | 56     | Spin        | 18          |        |
| NF      | 11     | Mika Häkkinen        | Lotus-Ford          | 56     | Spin        | 21          |        |
| NF      | 26     | Érik Comas           | Ligier-Renault      | 55     | Spin        | 10          |        |
| NF      | 29     | Bertrand Gachot      | Venturi-Lamborghini | 35     | Motor       | 24          |        |
| NF      | 3      | Olivier Grouillard   | Tyrrell-Ilmor       | 30     | Spin        | 15          |        |
| NF      | 24     | Gianni Morbidelli    | Minardi-Lamborghini | 26     | Handling    | 25          |        |
| NF      | 33     | Mauricio Gugelmin    | Jordan-Yamaha       | 24     | Spin        | 17          |        |
| NF      | 14     | Andrea Chiesa        | Fondmetal-Ford      | 22     | Spin        | 20          |        |
| NF      | 6      | Riccardo Patrese     | Williams-Renault    | 19     | Spin        | 4           |        |
| NF      | 12     | Johnny Herbert       | Lotus-Ford          | 13     | Spin        | 26          |        |
| NF      | 25     | Thierry Boutsen      | Ligier-Renault      | 11     | Motor       | 14          |        |
| NF      | 20     | Martin Brundle       | Benetton-Ford       | 4      | Spin        | 6           |        |
| NF      | 4      | Andrea de Cesaris    | Tyrrell-Ilmor       | 2      | Motor       | 11          |        |
| NQ      | 30     | Ukyo Katayama        | Venturi-Lamborghini |        |             |             |        |
| NQ      | 7      | Eric van de Poele    | Brabham-Judd        |        |             |             |        |
| NQ      | 32     | Stefano Modena       | Jordan-Yamaha       |        |             |             |        |
| NQ      | 8      | Damon Hill           | Brabham-Judd        |        |             |             |        |
| PQ      | 34     | Roberto Moreno       | Andrea Moda-Judd    |        |             |             |        |
| PQ      | 35     | Perry McCarthy       | Andrea Moda-Judd    |        |             |             |        |

## Wetenswaardigheden
- Perry McCarthy mocht deelnemen voor Andrea Moda maar blies na 18 meter zijn motor op.
- Ayrton Senna spinde van de baan aan het eind van de race maar werd toch nog als negende geclassificeerd.
- Martin Brundle viel voor de vierde keer op rij uit.

## Statistieken
| Pole-position | Nigel Mansell | Williams-Renault | 1:20.190 |
| Snelste ronde | Nigel Mansell | Williams-Renault | 1:42.503 |

## Noot
- Dit was het debuut van de Britse coureurs Perry McCarthy en (toekomstig wereldkampioen) Damon Hill.
- Dit was de 25ste Grand Prix-winst en de vijftigste podiumplaats voor Nigel Mansell.

1913 · 1923 · 1926 · 1927 · 1933 · 1934 · 1935 · 1951 · 1954 · 1967 · 1968 · 1969 · 1970 · 1971 · 1972 · 1973 · 1974 · 1975 · 1976 · 1977 · 1978 · 1979 · 1980 · 1981 · 1986 · 1987 · 1988 · 1989 · 1990 · 1991 · 1992 · 1993 · 1994 · 1995 · 1996 · 1997 · 1998 · 1999 · 2000 · 2001 · 2002 · 2003 · 2004 · 2005 · 2006 · 2007 · 2008 · 2009 · 2010 · 2011 · 2012 · 2013 · 2014 · 2015 · 2016 · 2017 · 2018 · 2019 · 2020 · 2021 · 2022 · 2023 · 2024 · 2025 · 2026